# Ronaldo Sánchez
Héctor Ronaldo Sánchez Camaras (Santa Cruz de la Sierra, 24 de abril de 1997) es un futbolista boliviano. Juega como centrocampista en Guabirá de la Primera División de Bolivia.

## Selección nacional
Fue convocado por Mauricio Soria en 2018 para un encuentro amistoso ante la selección de Curazao, realizó su debut con la selección boliviana el 27 de marzo, en la derrota de su selección 0-1.
Ese mismo año fue convocado por el nuevo entrenador de la selección César Farías para una serie de partidos amistosos ante Corea del Sur, Estados Unidos y Serbia.

## Clubes
| Club              | País    | Año               |
| ----------------- | ------- | ----------------- |
| Ciclón            | Bolivia | 2016              |
| Oriente Petrolero | Bolivia | 2016 - 2019       |
| The Strongest     | Bolivia | 2019              |
| Oriente Petrolero | Bolivia | 2020 - 2023       |
| G. V. San José    | Bolivia | 2024 - Actualidad |
| Guabirá           | Bolivia | 2025 - Actualidad |